# Setge de Thala
La batalla de Thala va ser part de la Guerra de Jugurta de 111-104 aC entre Roma i Jugurta de Numídia, un regne a la costa nord d'Àfrica pròxima a l'actual Algèria. Els romans van derrotar a Jugurta a la Batalla de Thala.
després de la seva derrota a la batalla de Muthul, Jugurta va dissoldre la major part de les seves tropes reorganitzat les seves guerrilles, i retirant-se a Thala, tornant amb això a la guerra de desgast. Quint Cecili Metel Numídic i Mari van marxar contra les ciutats númides, assetjant-lo durant quaranta dies, d'on Juurta va fugir de nit i Metel va prendre la ciutat. La derrota de Metel a Zama va provocar que els romans es retiressin al seu quarter general d'Útica.